# 나눗셈군
군론에서 나눗셈군(-群, 영어: divisible group)은 양의 정수에 대한 나눗셈이 정의될 수 있는 아벨 군이다. 정수환 위의 단사 가군이며, 아벨 군의 범주에서의 단사 대상이다.

## 정의
영역 위의 왼쪽 가군 {\displaystyle M}에 대하여 다음 두 조건이 서로 일치하며, 이 조건을 만족시키는 왼쪽 가군을 왼쪽 나눗셈 가군(-加群, 영어: divisible module)이라고 한다.:70, Definition (3.16)
- 임의의 {\displaystyle r\in R} 및 {\displaystyle m\in M}에 대하여, 만약 {\displaystyle \operatorname {ann} _{R}(\{r\})=\{s\in R\colon sr=0\}\subseteq \operatorname {ann} _{R}(\{m\})=\{s\in R\colon sm=0\}}라면 {\displaystyle r{\tilde {m}}=m}인 {\displaystyle {\tilde {m}}\in M}이 존재한다.  (다만, 이러한 {\displaystyle {\tilde {m}}}은 유일하지 않을 수 있다.)
- 모든 왼쪽 주 아이디얼 {\displaystyle Rr} 및 {\displaystyle R}-가군 준동형 {\displaystyle f\colon Rr\to M}에 대하여, {\displaystyle {\tilde {f}}|_{Rr}=f}인 {\displaystyle R}-가군 준동형 {\displaystyle f\colon R\to M}이 존재한다.
{\displaystyle {\begin{matrix}0&\to &Rr&\to &R\\&&\downarrow &\swarrow \scriptstyle \exists \\&&M\\\end{matrix}}}

둘째 조건은 단사 가군의 베어 조건을 임의의 왼쪽 아이디얼에서 왼쪽 주 아이디얼로 약화시킨 것이다. 첫째 조건에 따라, 왼쪽 나눗셈 가군에서 만약 {\displaystyle r\in R} 및 {\displaystyle m\in M}에 대하여 {\displaystyle \operatorname {ann} _{R}(\{r\})\subseteq \operatorname {ann} _{R}(\{m\})}이라면 (특히, {\displaystyle r\in R}가 오른쪽 영인자가 아니라면), {\displaystyle m}의 {\displaystyle r}에 대한 나눗셈
{\displaystyle r^{-1}m\in M/\ker _{M}(r\cdot )}
을 정의할 수 있다.
(영역이 아닌 환의 경우 일부 문헌에서는 다른 정의를 사용한다.)
아벨 군의 개념은 정수환 위의 가군의 개념과 동치이다. 정수환 위의 가군에 대하여 단사 가군의 개념과 나눗셈 가군의 개념이 일치하며, 이를 나눗셈군이라고 한다. 이는 아벨 군의 아벨 범주에서의 단사 대상과 같다. 즉, 만약 나눗셈군 {\displaystyle G\subset H}가 다른 아벨 군 {\displaystyle H}의 부분군이라면, {\displaystyle H=G\oplus H'}인 {\displaystyle H'}가 존재한다.

## 성질
영역(영인자가 없는 환) 위의 왼쪽 가군에 대하여 다음 조건들이 서로 동치이다.
- 임의의 {\displaystyle r\in R\setminus \{0\}}에 대하여 {\displaystyle rM=M}이다. 즉, 임의의 {\displaystyle m\in M} 및 {\displaystyle r\in R}에 대하여, {\displaystyle r{\tilde {m}}=m}인 {\displaystyle {\tilde {m}}\in M}이 존재한다. (다만, 이러한 {\displaystyle {\tilde {m}}}은 유일하지 않을 수 있다.)
- 나눗셈 가군이다.

영역 위의 나눗셈 가군은 다음 연산에 대하여 닫혀 있다.:71
- (임의의 부분 가군에 대한) 몫가군
- (무한 또는 유한) 직접곱
- (무한 또는 유한) 직합

그러나 나눗셈 가군은 부분 가군에 대하여 닫혀 있지 않다. 예를 들어, {\displaystyle \mathbb {Q} }는 나눗셈군이지만 {\displaystyle \mathbb {Z} \subset \mathbb {Q} }는 나눗셈군이 아니다.
모든 단사 가군은 나눗셈 가군이다. 영역 {\displaystyle R}에서, 만약 모든 왼쪽 아이디얼이 주 아이디얼이라면, 나눗셈 가군의 개념은 단사 가군의 개념과 일치한다.:71, Corollary (3.17)′
가환환 {\displaystyle R}의 극대 아이디얼 {\displaystyle {\mathfrak {m}}\subsetneq R}에 대하여 다음 조건들이 서로 동치이다.:96, Theorem 3.72
- 체 {\displaystyle R/{\mathfrak {m}}}은 {\displaystyle R}-단사 가군이다.
- 체 {\displaystyle R/{\mathfrak {m}}}은 {\displaystyle R}-나눗셈 가군이다.
- 국소화 {\displaystyle R_{\mathfrak {m}}}은 체이다.

(가환) 정역 {\displaystyle R}에 대하여 다음 두 조건이 서로 동치이다.:73, Corollary (3.24)
- 나눗셈 가군의 개념이 단사 가군의 개념과 동치이다.
- {\displaystyle R}는 데데킨트 정역이다.

정역 {\displaystyle R} 위의 가군 {\displaystyle M}에 대하여, 임의의 {\displaystyle r\in R\setminus \{r\}} 및 {\displaystyle m\in M\setminus \{0\}}에 대하여 {\displaystyle rm\neq 0}이라고 하자. 그렇다면, 다음 두 조건이 서로 동치이다.:73, Proposition 3.25
- {\displaystyle M}은 단사 가군이다.
- {\displaystyle M}은 나눗셈 가군이다.

## 분류
모든 나눗셈군 {\displaystyle D}는 다음과 같은 꼴로 나타낼 수 있다.
{\displaystyle D=\mathbb {Q} ^{\oplus \kappa _{0}}\oplus \bigoplus _{p}\mathbb {Z} [p^{\infty }]^{\oplus \kappa _{p}}}
여기서 {\displaystyle \textstyle \bigoplus _{p}}는 모든 소수에 대한 직합이며, {\displaystyle \kappa _{0}} 및 {\displaystyle \kappa _{p}}는 기수이며, {\displaystyle \mathbb {Z} (p^{\infty })}는 프뤼퍼 군(영어: Prüfer group)
{\displaystyle \mathbb {Z} (p^{\infty })=\{\exp(2\pi im/p^{n})\colon m,n\in \mathbb {Z} ^{+}\}}
이다.
특히, 꼬임 부분군이 자명군인 나눗셈군은 유리수 위의 벡터 공간밖에 없다.
이 분류는 뇌터 가환환 위의 단사 가군의 분류의 특수한 경우이다.

## 예
표수가 0인 체의 덧셈군은 나눗셈군이다. 보다 일반적으로, 표수가 0인 체 위의 벡터 공간의 덧셈군은 나눗셈군이다. 일반적으로, 표수가 0인 체 {\displaystyle K/\mathbb {Q} } 위의 {\displaystyle d}차원 벡터 공간 {\displaystyle V}는 위 분류에 따라 다음과 같다.
{\displaystyle V\cong \mathbb {Q} ^{[K:\mathbb {Q} ]\dim _{K}V}}
여기서 {\displaystyle [K:\mathbb {Q} ]}는 체의 확대의 차수이며, {\displaystyle \dim _{K}V}는 벡터 공간의 차원이며, 곱셈은 기수의 곱셈이다. 예를 들어, 실수체 {\displaystyle \mathbb {R} }의 덧셈군은 위 분류에 따라 {\displaystyle \mathbb {Q} }의 {\displaystyle 2^{\aleph _{0}}}개의 직합과 동형이다.
유리수체의 덧셈군의 몫군 {\displaystyle \mathbb {Q} /\mathbb {Z} }는 위 분류에 따라 모든 프뤼퍼 군들의 직합과 동형이다.
{\displaystyle \mathbb {Q} /\mathbb {Z} \cong \bigoplus _{p}\mathbb {Z} (p^{\infty })}
다항식환 {\displaystyle \mathbb {Z} [x]} 위의 가군 {\displaystyle \mathbb {Q} (x)/\mathbb {Z} [x]}는 (나눗셈 가군의 몫가군이므로) 나눗셈 가군이지만, 단사 가군이 아니다.:73

## 같이 보기
- 단사 대상
- 단사 가군